# Зефир Рафаэля
Зефир Рафаэля, или кореана рафаэлис (лат. Coreana raphaelis) — вид бабочек из семейства голубянки.

## Описание
Размах крыльев 35-38 мм. Окраска верхней стороны крыльев варьирует от темно-коричневой до оранжево-жёлтой. Вершина передних крыльев — тёмно-коричневая. Тёмная кайма проходит вдоль внешнего края крыла, расширенная у заднего угла. На задних крыльях кайма проходит до середины внешнего края. В месте окончания каймы имеется темный слепой «глазок». По краю заднего крыла проходит тонкая тёмная линия. Основная часть крыльев светлой окраски. У самца затемнение крыльев сильнее: костальный край переднего крыла, а заднее крыло иногда и вдоль жилок темно-коричневые. У задних крыльев отсутствуют хвостики. Нижняя сторона крыльев жёлто-оранжевая, с двумя подкраевыми перевязями (внешняя неполная) из серебристых пятен и четырьмя темными глазками за серединой внешнего края: по 2 на переднем и заднем крыльях.

## Ареал
Китай, Корейский полуостров, Япония (Хоккайдо, Хонсю). В России встречается на юге Приморского края.
Приурочена к зарослям дуба монгольского и ясеня носолистного (Fraxinus rhynchophylla), скальным выходам на склонах южной экспозиции.

## Биология
Бабочки летают в июле-августе, единично, реже небольшими группами. Яйца откладываются на основания стволиков поросли кормовых растений. Зимует яйцо. Стадия гусеницы приходится на июнь. Кормовые растения гусеницы — дуб монгольский и ясень носолистный

## Численность
Занесен в Красную Книгу России (II категория — вид с сокращающейся численностью). Охраняется в заповедниках Кедровая падь, Уссурийский заповедник и Лазовский заповедник. Специальные учёты численности не проводились.